# Leviathan (Therion)
Leviathan è il diciassettesimo album in studio del gruppo musicale svedese Therion, pubblicato nel 2021.

## Tracce
1. The Leaf on the Oak of Far – 3:38 (musica: Christofer Johnsson, Thomas Vikström)
2. Tuonela – 4:37 (musica: Christofer Johnsson)
3. Leviathan – 4:01 (musica: Christofer Johnsson)
4. Die Wellen der Zeit – 3:46 (musica: Nalle Påhlsson)
5. Aži Dahāka – 3:06 (musica: Christofer Johnsson)
6. Eye of Algol – 4:03 (musica: Christofer Johnsson, Thomas Vikström)
7. Nocturnal Light – 5:37 (musica: Thomas Vikström)
8. Great Marquis of Hell – 2:36 (musica: Christofer Johnsson, Thomas Vikström)
9. Psalm of Retribution – 5:02 (musica: Christofer Johnsson, Thomas Vikström)
10. El Primer Sol – 3:37 (musica: Christofer Johnsson, Thomas Vikström)
11. Ten Courts of Diyu – 5:29 (musica: Thomas Vikström)

## Formazione
- Christofer Johnsson – chitarra, tastiera, programmazione
- Christian Vidal – chitarra
- Nalle Påhlsson – basso
- Thomas Vikström – voce, cori
- Lori Lewis – soprano (3,5,7,8,9)
- Rosalia Sairem – voce (1,6,10), mezzosoprano (6)
- Chiara Malvestiti – soprano (3,5,7)
- Taida Nazraić – voce (2,3,11)
- Noa Gruman – voce (11)
- Marko Hietala – voce (2)
- Mats Levén – voce (9)
- Jonas Öijvall – organo Hammond (5,6)
- Snowy Shaw – batteria (4,5,7,10,11)
- Björn Höglund – batteria (1,2,3,6,8,9)
- Ally Storch – violino (2)
- Fabio Amurri – tastiera, programmazione
- Hellscore – coro